# Pierre Habumuremyi

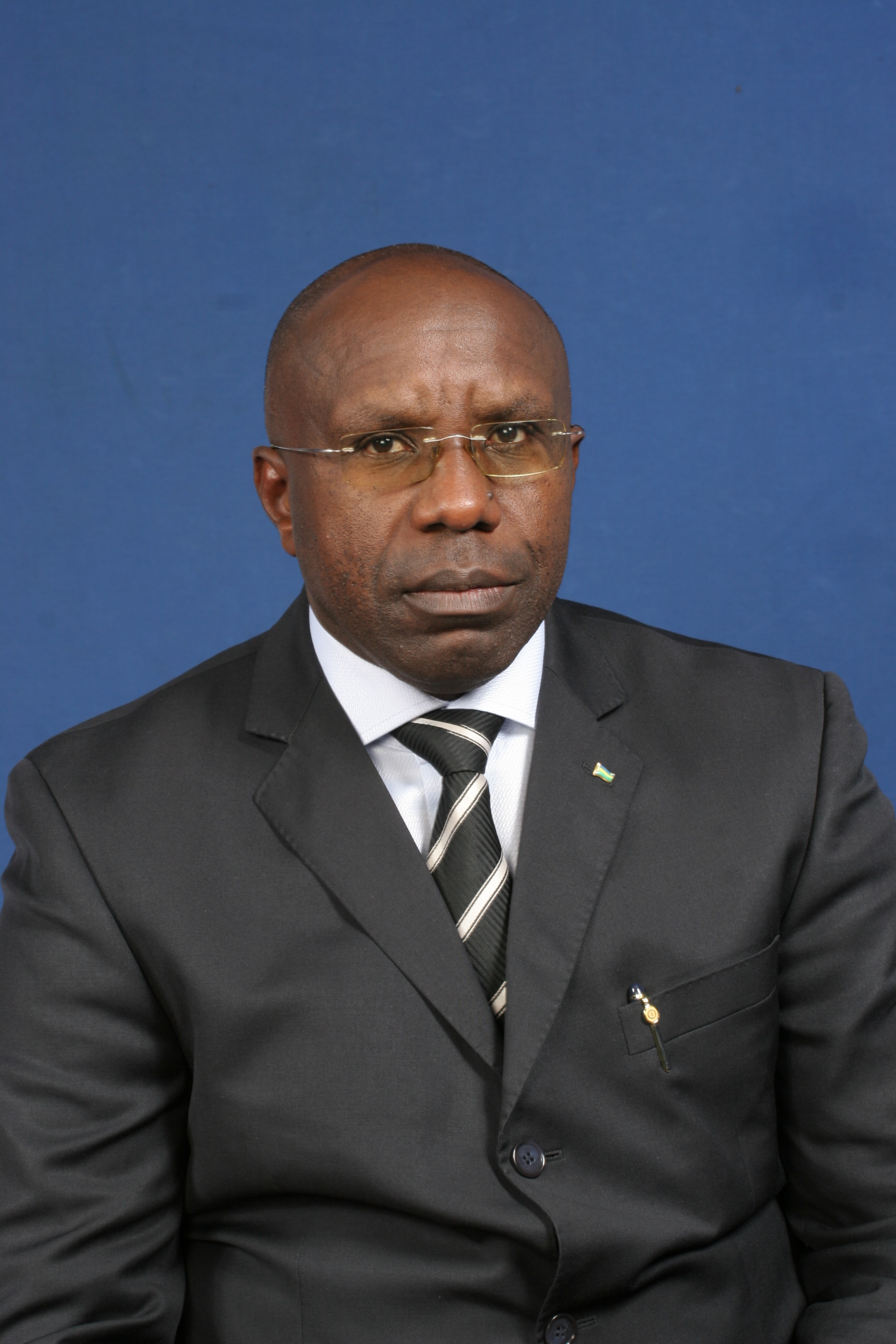
Pierre Habumuremyi

Pierre Damien Habumuremyi (* 21. Februar 1961 in Ruhondo, Ruanda-Urundi) ist ein ruandischer Politiker, der vom 7. Oktober 2011 bis 24. Juli 2014 Premierminister von Ruanda war. Zuvor war er von Mai 2011 bis Oktober 2011 Minister für Bildung. Sein Nachfolger wurde Anastase Murekezi.

## Leben
Nachdem er als geschäftsführender Sekretär der Nationalen Wahlkommission (NEC) fungiert hatte, wurde er am 11. Mai 2008 als einer der neun ruandischen Vertreter in die East African Legislative Assembly (EALA) gewählt. Charles Munyaneza folgte ihm dann im Juli 2008 als geschäftsführender Sekretär der Nationalen Wahlkommission nach. Anschließend  wurde er in die ruandische Regierung als Minister für Bildung als Nachfolger von Charles Murigande im Mai 2011 berufen.